# Warrior Kings: Battles
Warrior Kings: Battles est un jeu vidéo de stratégie en temps réel (STR) développé par Black Cactus et publié sur PC le 30 septembre 2003. Le jeu fait suite à Warrior Kings (2002). Comme ce dernier, il prend place dans le monde fantastique d’Orbis, inspiré de l’Europe féodale, dans lequel trois factions s’affrontent. Les trois factions disposent d’unités et de caractéristiques qui leur sont propres ; les païens peuvent ainsi faire appel à des créatures fantastiques, l’empire possède un clergé puissant alors que la renaissance dispose de technologies plus avancées comme les canons ou les armes à feu,. La campagne du jeu se différencie de celle des autres STR en ne permettant pas au joueur de sélectionner une faction particulière : les unités mises à disposition du joueur dépendent en effet des choix de celui-ci concernant l’avancement dans l’arbre technologique du jeu. À sa sortie, le jeu reçoit un accueil plutôt positif, les critiques mettant notamment en avant la diversité des unités mais regrettant que l’interface et l’intelligence artificielle soient trop limitées,,.

## Accueil
| Warrior Kings: Battles |      |       |
| Média                  | Pays | Notes |
| Computer Gaming World  | US   | 3.5/5 |
| GameSpot               | US   | 62 %  |
| Jeux Vidéo Magazine    | FR   | 10/20 |
| Jeuxvideo.com          | FR   | 13/20 |
| Joystick               | FR   | 6/10  |
| PC Gamer UK            | GB   | 76 %  |